# Reação química reversível
Uma reação química reversível ou, mais simplesmente, uma reação reversível é uma reação química que pode ocorrer no sentido na qual reagentes se transformam em produtos e a medida que se formam, regeneram os reagentes iniciais.
{\displaystyle {\ce {{\mathit {a}}A{}+{\mathit {b}}B<=>{\mathit {c}}C{}+{\mathit {d}}D}}}
A e B podem reagir formando C e D ou, na reação inversa, C e D podem reagir formando A e B. Isso é distinto de um processo reversível na termodinâmica.
Ácidos fracos e bases realizam reações reversíveis. Por exemplo, ácido carbônico: 
 H2CO3 (l) + H2O(l) ⇌ HCO3−(aq) + H3O+(aq)
As concentrações de reagentes e produtos em uma mistura de equilíbrio são determinados pela concentrações analíticas (quantitativas) dos reagentes (A e B ou C e D) e a constante de equilíbrio, K. A magnitude da constante de equilíbrio depende da energia livre de Gibbs mudar para a reação. Então, quando a mudança de energia livre é grande (mais que aproximadamente 30 kJ mol−1), então a constante de equilíbrio é grande (log K > 3) e as concentrações dos reagentes em equilíbrio são muito pequenas. Uma reação deste tipo é às vezes considerada irreversível, embora, na realidade, ainda se espere que pequenas quantidades de reagentes estejam presentes no sistema reagente. Uma reação química verdadeiramente irreversível geralmente é alcançada quando um dos produtos sai do sistema de reação, por exemplo, assim como o dióxido de carbono (volátil) na reação:
 CaCO3 + 2HCl → CaCl2 + H2O + CO2↑

## História
O conceito de reação reversível foi introduzido por Berthollet em 1803, depois que ele observou a formação de cristais de carbonato de sódio nas margens de um lago salgado (um dos lagos de natrão no Egito, em calcário):
 2 NaCl + CaCO3 → Na2CO3 + CaCl2
Ele reconheceu isso como o reverso da reação familiar:
 Na2CO3 + CaCl2→ 2NaCl + CaCO3
Até então, acreditava-se que reações químicas sempre ocorressem em uma única direção. Berthollet argumentou que o excesso de sal no lago ajudou a impulsionar a reação "reversa" em direção à formação de carbonato de sódio.
Em 1864, Waage e Guldberg formularam sua lei de ação das massas a qual quantificou a observação de Berthollet. Entre 1884 e 1888, Le Chatelier e Braun formularam o princípio de Le Chatelier, o qual estendeu a mesma ideia a uma afirmação mais geral sobre os efeitos de outros fatores além da concentração na posição do equilíbrio.